# Vardøhus
70°22′20″N 31°5′41″Ø / 70.37222°N 31.09472°Ø
Vardøhus fæstning er Norges østligste og nordligste fæstning og ligger i Vardø i Øst-Finnmark. Den blev beordret bygget af kong Håkon 5. af Norge og stod færdig omkring 1300 som forsvar mod folkene længere øst. De ottekantede fæstningsvolde blev bygget mellem 1734 og 1738.

## Historie
Vardøhus fæstning er verdens nordligste fæstning. Den første befæstning blev bygget i første halvdel af 1300-tallet, da Norge lå i konflikt med den russiske republik Novgorod. Denne befæstning blev bygget omkring 1307 (da den første kendte kirke i Vardø blev indviet) af kong Håkon 5. af Norge, som også stod for opførslen af Akershus og Båhus.
Anlægget var en firkantet borg med ringmur på omkring 30x40 meters længde og en højde på fire meter og bredde på to meter. Inde på det befæstede område var der en række bygninger samt en brønd.
I 1600-tallet fandt nogen af de voldsomste hekseprocesser i Norge sted her – over 90 mænd og kvinder blev dømt til at blive brændt på bålet.
Den nuværende fæstning har ottekantet stjerneform og stod færdig i 1738. Indenfor fæstningsmurerne findes en række bygninger, som alle er bygget før 1825.
I 1769 foretog den østrigske jesuitpater Maximilian Hell nogle vellykkede astronomiske observationer af Venuspassage fra et observatorium han opførte på fæstningen. Efter nogle år blev bygningen fjernet, og der står intet tilbage i dag.

## Kommandanter
Dagens fæstning er den 3. fæstningen, og den første fæstningen med en militær kommandant.
På fæstning 1 og 2 var de en lille militær styrke på 8-10 mand under ledelse af Lensherren /amtmanden
Udnævnte kommandanter ved Vardøhus fæstning:
- Oberstløjtnant Carl Albert von Passow 1739-1755
- Major Peter Hanson With (Huid) 1755-1757
- Jørgen Rosenkrantz 1757-1759
- Major Conrad Henrich Ecklef 1759-1780
- Major Otto Christian Rosenkrantz 1780-1785
- Major Hartvig Segelcke 1786-1787
- Major Hans Friderich Gemtze (Giemtze) 1788-1793
- Ingen kommandant fra 1793 til 1800.
- Kaptajn Edvard Hammer 1800-1802
- Kaptajn Hans Jørgen Jacob Trost 1803-1807
- Kaptajn Ole Christopher Broch (Brock) 1808-1812
- Kaptajn Christian Andreas Hiorth 1812-1814
- Kaptajn Joen Audensen (Andersen) Frey 1814-1818
- Premierløjtnant Gottfried Pleym 1818-1823
- Premierløjtnant Hermann Nicolai Scharfenberg	1823-1829
- Premierløjtnant Haldor Lykke 1829-1830
- Premierløjtnant Eilert Hegrem 1830-1832
- Premierløjtnant Reinert Ulfers 1832-1833
- Premierløjtnant Petter Heiberg Ross 1833-1838
- Kaptajn Paul Holst Conradi 1839-1852
- Kaptajn Christian Fredrik Wilhelm Scharffenberg 1853-1859
- Kaptajn Nicolai Beichmann 1859-1865
- Premierløjtnant Hans Juell Borchgrevink	1865-1866
- Kaptajn J. A. William. T. Apenes 1866-1868
- Kaptajn Carl Schulz 1868-1890
- Kaptajn V. Graf Lonnevig 1890-1894
- Major Mauric. Cock Arnesen 1894-1914
- Kaptajn Olav Sivertsen 1914-1915
- Major Axsel Fredrik Holter 1915-1934
- Kaptajn Johan B. Basilier 1935-1940
- Major Erik Presterud 1947-1955
- Major H. Willoch 1955-1957
- Major (Orlogskaptajn) K. Munck 1959-1970
- Orlogskaptajn A.J. Toreid 1970
- Kommandørkaptajn J. R. Nordli 1971-1974
- Orlogskaptajn P. M. Jakobsen 1974-1980
- Orlogskaptajn Per Evensen 1980-1987
- Orlogskaptajn Finn T. Erichsen 1987-1988
- Orlogskaptajn Aslak Hallaren 1988-1991
- Orlogskaptajn Svein H. Kristiansen 1991-1993
- Orlogskaptajn Rasmus Sindre Kvien 1993-1999
- Orlogskaptajn Ivar Olav Halse 1999-2003
- Orlogskaptajn Lasse Haughom 2003-2005
- Orlogskaptajn Lars Andreas Rognan 2005-2008
- Major Tor Arild Melby 2008-2010
- Kommandørkaptajn Åge Leif Godø 2010-2011
- Major Elisabeth Eikeland 2011-2014
- Major (P) Tor Arild Melby 2014-2015